# Iran ai XXIV Giochi olimpici invernali
L'Iran ha partecipato ai XXIV Giochi olimpici invernali, che si sono svolti dal 4 al 20 febbraio 2022 a Pechino in Cina, con una delegazione composta da tre atleti, due uomini e una donna, che hanno gareggiato in due sport.
Portabandiera della squadra nel corso della cerimonia di apertura sono stati Atefeh Ahmadi e Hossein Saveh-Shemshaki, entrambi sciatori alpini.. Durante la cerimonia di chiusura la bandiera è stata portata da un volontario.

## Delegazione
La delegazione iraniana alle Olimpiadi invernali di Pechino è composta da tre atleti che gareggiano in 2 sport
| Sport        | Uomini | Donne | Totale |
| ------------ | ------ | ----- | ------ |
| Sci alpino   | 1      | 1     | 2      |
| Sci di fondo | 1      | 0     | 1      |
| Totale       | 2      | 1     | 3      |

## Sci alpino

### Donne
| Atleta        | Evento          | Tempo     | Tempo     | Tempo  | Posizione |
| Atleta        | Evento          | 1ª manche | 2ª manche | Totale | Posizione |
| ------------- | --------------- | --------- | --------- | ------ | --------- |
| Atefeh Ahmadi | Slalom speciale | 1'11"88   | DNF       | DNF    | DNF       |

### Uomini
Il 10 febbraio 2022, Hossein Saveh-Shemshaki, unico atleta uomo iraniano qualificato alle gare di sci alpino, è stato il primo atleta di questi Giochi Olimpici ad essere riscontrato positivo ad un controllo antidoping. Pertanto non ha preso parte a nessuna gara.

## Sci di fondo

### Uomini
| Atleta                 | Evento                 | Tempo   | Distacco | Posizione |
| ---------------------- | ---------------------- | ------- | -------- | --------- |
| Danial Saveh Shemshaki | 15 km tecnica classica | 47'26"0 | +9'31"2  | 84º       |